# Saint-Clair-de-Halouze
Pour les articles homonymes, voir Saint-Clair.
Saint-Clair-de-Halouze est une commune française, située dans le département de l'Orne en région Normandie, peuplée de 821 habitants.

## Géographie
| Chanu, Tinchebray-Bocage (comm. dél. de Larchamp) | La Chapelle-Biche      | La Chapelle-au-Moine |
| Tinchebray-Bocage (comm. dél. de Larchamp)        | Saint-Clair-de-Halouze | Le Châtellier        |
| Saint-Bômer-les-Forges                            | Saint-Bômer-les-Forges | Le Châtellier        |

### Hydrographie
La commune est traversée par la ligne de partage des eaux entre les bassins hydrographiques Seine-Normandie et Loire-Bretagne. Elle est drainée par la Halouze et un autre petit cours d'eau,.
La Halouze, d'une longueur de 15 km, prend sa source dans la commune de Tinchebray-Bocage et se jette  dans la Varenne à Saint-Bômer-les-Forges, après avoir traversé six communes. 

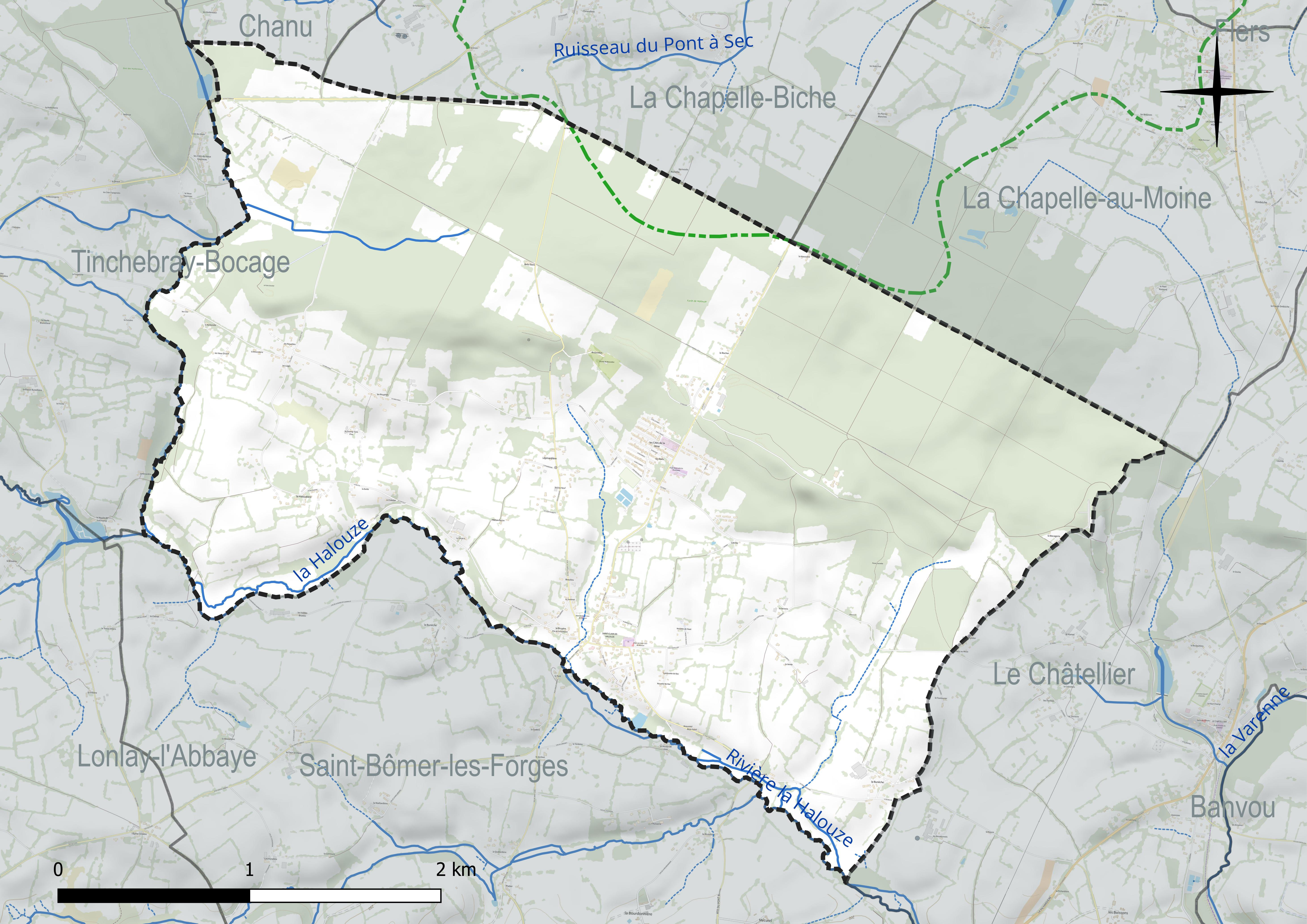
Réseau hydrographique de Saint-Clair-de-Halouze.

### Climat
Pour des articles plus généraux, voir Climat de la Normandie et Climat de l'Orne.
En 2010, le climat de la commune est de type climat océanique franc, selon une étude du CNRS s'appuyant sur une série de données couvrant la période 1971-2000. En 2020, Météo-France publie une typologie des climats de la France métropolitaine dans laquelle la commune est exposée à un climat océanique et est dans la région climatique Normandie (Cotentin, Orne), caractérisée par une pluviométrie relativement élevée (850 mm/a) et un été frais (15,5 °C) et venté. Parallèlement le GIEC normand, un groupe régional d’experts sur le climat, différencie quant à lui, dans une étude de 2020, trois grands types de climats pour la région Normandie, nuancés à une échelle plus fine par les facteurs géographiques locaux. La commune est, selon ce zonage, exposée à un « climat contrasté des collines », correspondant au Bocage normand, bien arrosé, voire très arrosé sur les reliefs les plus exposés au flux d’ouest, et frais en raison de l’altitude.
Pour la période 1971-2000, la température annuelle moyenne est de 10,1 °C, avec une amplitude thermique annuelle de 13,2 °C. Le cumul annuel moyen de précipitations est de 984 mm, avec 14 jours de précipitations en janvier et 8,1 jours en juillet. Pour la période 1991-2020, la température moyenne annuelle observée sur la station météorologique la plus proche, située sur la commune d'Athis-Val de Rouvre à 17 km à vol d'oiseau, est de 10,6 °C et le cumul annuel moyen de précipitations est de 944,7 mm,. Pour l'avenir, les paramètres climatiques de la commune estimés pour 2050 selon différents scénarios d’émission de gaz à effet de serre sont consultables sur un site dédié publié par Météo-France en novembre 2022.

## Urbanisme

### Typologie
Au 1er janvier 2024, Saint-Clair-de-Halouze est catégorisée commune rurale à habitat dispersé, selon la nouvelle grille communale de densité à sept niveaux définie par l'Insee en 2022.
Elle est située hors unité urbaine. Par ailleurs la commune fait partie de l'aire d'attraction de Flers, dont elle est une commune de la couronne,. Cette aire, qui regroupe 38 communes, est catégorisée dans les aires de 50 000 à moins de 200 000 habitants,.

### Occupation des sols
L'occupation des sols de la commune, telle qu'elle ressort de la base de données européenne d’occupation biophysique des sols Corine Land Cover (CLC), est marquée par l'importance des territoires agricoles (58,8 % en 2018), une proportion sensiblement équivalente à celle de 1990 (58,9 %). La répartition détaillée en 2018 est la suivante : 
prairies (51,5 %), forêts (39 %), zones agricoles hétérogènes (7,3 %), zones urbanisées (2,2 %). L'évolution de l’occupation des sols de la commune et de ses infrastructures peut être observée sur les différentes représentations cartographiques du territoire : la carte de Cassini (XVIIIe siècle), la carte d'état-major (1820-1866) et les cartes ou photos aériennes de l'IGN pour la période actuelle (1950 à aujourd'hui).

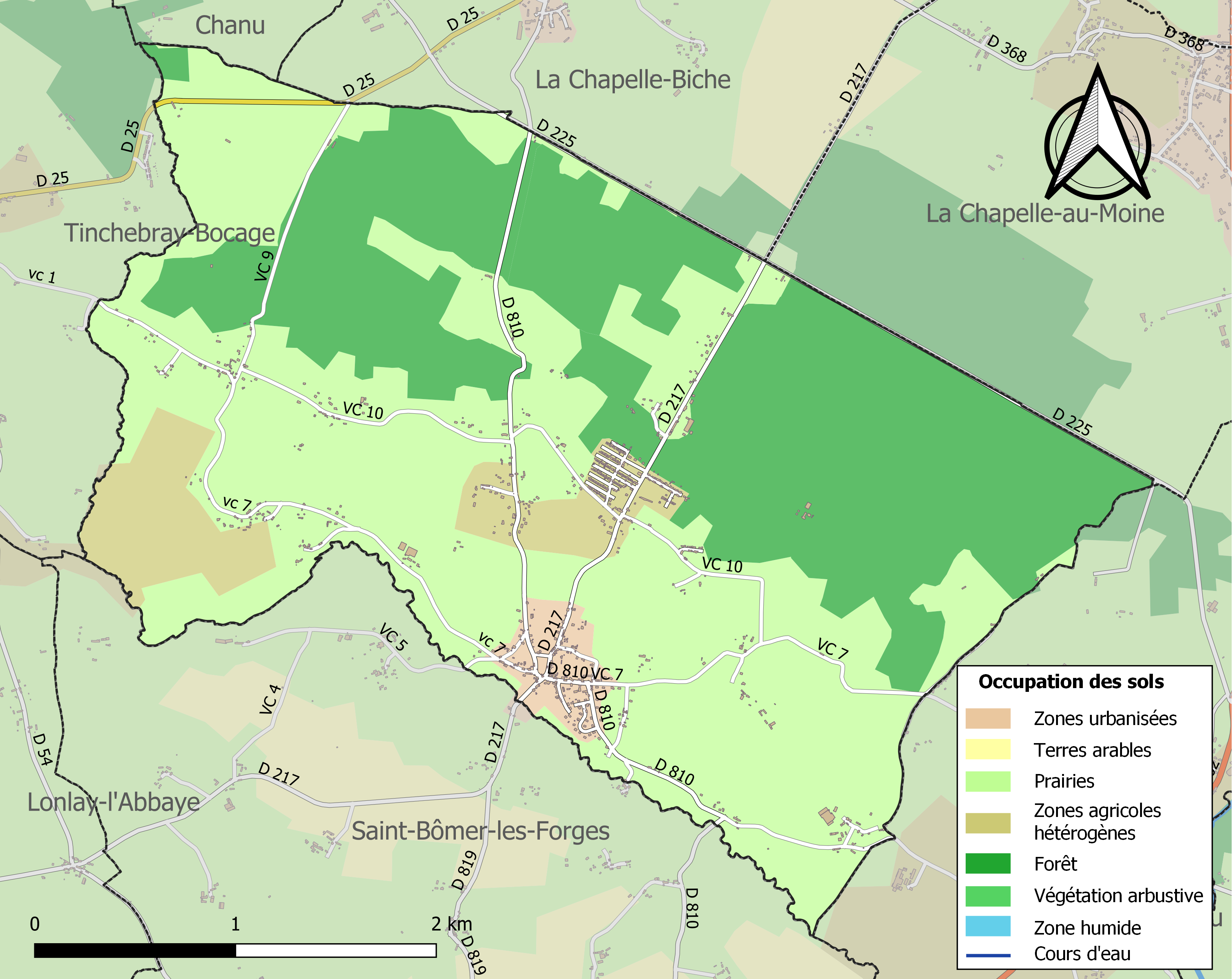
Carte des infrastructures et de l'occupation des sols de la commune en 2018 (CLC).

## Toponymie
Le nom de la localité est attesté sous la forme apus Sanctum Clarum en 1207.
La paroisse était dédiée à Clair du Beauvaisis, ermite dans le bocage normand au IXe siècle avant de trouver refuge dans le Vexin.
La Halouze est un affluent de la Varenne bordant le sud de la commune. C'est aussi le nom de la forêt. On note le hameau de la Halouzière à Saint-Germain-de-Tallevende - 14.

## Histoire

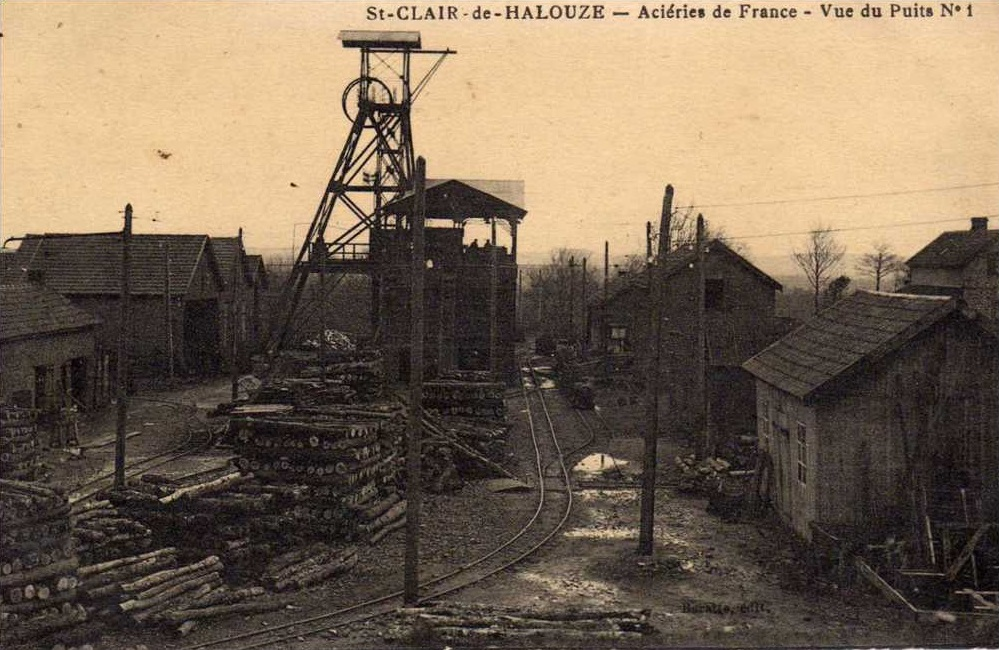
Le puits no 1 des mines de fer.

Du Moyen Âge, et même probablement dès l’âge du fer, jusqu’au milieu du XIXe siècle, le minerai de fer était extrait à ciel ouvert, dans des minières creusées au niveau des affleurements du gisement de fer. Des bas fourneaux sont attestés dès 1383 à Saint-Clair-de-Halouze. Le nombre important de ferriers, plus ou moins arasés, identifiés dans le Bocage ornais (une vingtaine rien qu’aux environs de Saint-Clair-de-Halouze) laisse deviner l’intensité de l’activité de production du fer au Moyen Âge dans cette région.
Les premiers haut fourneaux sont attestés dès 1530 à Saint-Clair-de-Halouze.
Au début du XIXe siècle, les industriels qui rachetèrent ces vieilles forges fonctionnant au charbon de bois furent confrontés à la concurrence de la sidérurgie au coke (charbon minéral) : la forge de Halouze ferme en 1801.
En 1795-1796, le chef royaliste Louis de Frotté installa son quartier général dans la forêt de Halouze, où il avait rassemblé plus de 1 500 Chouans.
En 1884 a lieu la découverte de gisement de fer à Saint-Clair-de-Halouze. La région est riche en fer jusque Mortain, dans la Manche. À proximité se trouve la mine de La Ferrière-aux-Étangs et plus loin Soumont-Saint-Quentin, Potigny, etc. Jusqu'en 1979, une importante exploitation de fer a eu lieu sur la commune, sous la direction de la Compagnie des forges de Châtillon-Commentry et Neuves-Maisons, employant à son maximum (dans les années 1950) plus de 500 mineurs et employés venus de toute l'Europe et même au-delà, sur près de 1 473 hectares. L'exploitation ne résistera pas à la crise de la sidérurgie et surtout à la concurrence du minerai de fer étranger, principalement mauritanien, plus riche en fer et bénéficiant de coûts de transport moindre.  L'activité dans la région cessera en 1989 à la suite de la décision de la SMN (Société métallurgique de Normandie), client unique des mines, d'utiliser d'autres types de minerais.
Lors de la bataille de Normandie, Saint-Clair-de-Halouze est libérée le 16 août 1944 par la 30e division américaine par les troupes ayant contourné Mortain : c'est l'épisode de la poche de Falaise.

## Politique et administration
| Période                                  | Période   | Identité        | Étiquette | Qualité             |
| ---------------------------------------- | --------- | --------------- | --------- | ------------------- |
| avant 1981                               | juin 1995 | Marcel Delaunay | PCF       |                     |
| juin 1995                                | mars 2008 | Guy Jaglin      |           | Enseignant          |
| mars 2008                                | En cours  | Joëlle Serais   | SE        | Cadre administratif |
| Les données manquantes sont à compléter. |           |                 |           |                     |

Le conseil municipal est composé de quinze membres dont le maire et quatre adjoints.

## Démographie
L'évolution du nombre d'habitants est connue à travers les recensements de la population effectués dans la commune depuis 1793. Pour les communes de moins de 10 000 habitants, une enquête de recensement portant sur toute la population est réalisée tous les cinq ans, les populations de référence des années intermédiaires étant quant à elles estimées par interpolation ou extrapolation. Pour la commune, le premier recensement exhaustif entrant dans le cadre du nouveau dispositif a été réalisé en 2006.
En 2022, la commune comptait 821 habitants, en évolution de −5,09 % par rapport à 2016 (Orne : −3,21 %, France hors Mayotte : +2,11 %).
| 1793 | 1800 | 1806 | 1821 | 1831 | 1836 | 1841 | 1846  | 1851  |
| ---- | ---- | ---- | ---- | ---- | ---- | ---- | ----- | ----- |
| 834  | 874  | 978  | 941  | 952  | 965  | 992  | 1 050 | 1 042 |

| 1856  | 1861  | 1866  | 1872  | 1876  | 1881 | 1886 | 1891 | 1896 |
| ----- | ----- | ----- | ----- | ----- | ---- | ---- | ---- | ---- |
| 1 072 | 1 128 | 1 065 | 1 001 | 1 003 | 918  | 896  | 720  | 701  |

| 1901 | 1906 | 1911  | 1921 | 1926 | 1931  | 1936 | 1946 | 1954  |
| ---- | ---- | ----- | ---- | ---- | ----- | ---- | ---- | ----- |
| 520  | 572  | 1 274 | 711  | 806  | 1 062 | 771  | 878  | 1 025 |

| 1962  | 1968  | 1975 | 1982 | 1990 | 1999 | 2006 | 2011 | 2016 |
| ----- | ----- | ---- | ---- | ---- | ---- | ---- | ---- | ---- |
| 1 087 | 1 050 | 934  | 794  | 866  | 845  | 865  | 872  | 865  |

| 2021 | 2022 | - | - | - | - | - | - | - |
| ---- | ---- | - | - | - | - | - | - | - |
| 835  | 821  | - | - | - | - | - | - | - |

## Lieux et monuments
- Église Saint-Clair.
- Forêt de Halouze.
- Dolmen de la Chambre à la Dame.

## Activité et manifestations

### Sports
Le Racing Club de Halouze fait évoluer deux équipes de football en divisions de district.

## Personnalités liées à la commune
- Ernest Maunoury (1894 à Saint-Clair - 1921), as français de l’aviation de la Première Guerre mondiale.
- Patrice Lecornu (né en 1958), ancien footballeur professionnel originaire de Saint-Clair et ayant commencé le football au RC Halouze.

## Héraldique
| Blason de Saint-Clair-de-Halouze | Blason  | D'azur à deux bandes d'or, accompagnées de sept coquilles d'argent, posées dans le sens de la bande et ordonnées 1, 3 et 3. |
| Blason de Saint-Clair-de-Halouze | Détails | Le statut officiel du blason reste à déterminer.                                                                            |